# Обличчям до обличчя
Обличчям до обличчя (рос. Лицом к лицу) — радянський фільм 1986 року режисера  Анатолія Бобровського. Сценарій до фільму написаний Юліаном Семеновим за мотивами власного роману «Аукціон».

## Сюжет
Дізнавшись, що на міжнародному лондонському аукціоні «Сотбі» буде продаватися ескіз картини Врубеля, викрадений з Рівненського музею, швейцарський архітектор Ростопчин повідомляє про це письменникові Степанову, з яким він познайомився якось в Цюриху. Ця обставина стривожила страхові компанії: повернення ескізу в СРСР загрожувало б їм відшкодуванням колосальних страхових сум. В хід пущено погрози, шантаж, підробки документів. Ціною величезних зусиль Степанову вдається вивезти картину в Москву.

## У ролях
- Сергій Шакуров — Степанов
- Владислав Стржельчик —  князь Євген Ростопчин
- Ірина Скобцева —  Софі Клер
- Олег Басілашвілі —  Гаділін
- Армен Джигарханян —  Фол Ларсен
- Юрій Катін-Ярцев —  Грешев
- Юрі Ярвет —  Золлі
- Всеволод Ларіонов —  Джавіс
- Валентин Нікулін —  брокер
- Павло Махотін —  Павлов
- Юрій Горобець —  Андрій Петрович
- Лембіт Еельмяе —  Годфрі
- Ірина Губанова —  Жаклін
- Борис Іванов —  Левіс
- Григорій Лямпе —  Прюс
- Лев Поляков —  Кернс

## Знімальна група
- Сценарист:  Юліан Семенов
- Режисер:  Анатолій Бобровський
- Оператор: Михайло Ардаб'євський
- Композитор:  Ісаак Шварц
- Художник-постановник:  Валерій Філіппов